# Eberhard Kühl
Eberhard Kühl (* 26. November 1936 in Rostock) ist ein ehemaliger deutscher Politiker (SED). Er war Vorsitzender des Rats des Bezirks Rostock.

## Leben
Kühl, Sohn eines Kraftfahrers, erlernte den Beruf des Kfz-Schlossers und arbeitete anschließend im Beruf. 1951 war er der FDJ beigetreten. Von 1956 bis 1960 war er als Betriebsprüfer, Brigadeleiter und Sachgebietsleiter in der Abteilung Finanzen beim Rat der Stadt Rostock tätig. Zwischen 1957 und 1959 besuchte er an der Fachschule für Finanzwirtschaft in Gotha, die er als staatlich geprüfter Finanzwirtschaftler abschloss. Von 1960 bis 1972 war er als Prüfungsleiter bzw. als stellvertretender Leiter der Abteilung Finanzen bzw. Preise beim Rat des Bezirks Rostock tätig. Zwischen 1961 und 1966 absolvierte Kühl ein Fernstudium an der Universität Rostock mit Abschluss als Diplomwirtschaftler.
1963 trat Kühl der SED bei. Von 1972 bis 1975 war er politischer Mitarbeiter der Abteilung Wirtschaft der SED-Bezirksleitung Rostock, von 1975 bis 1978 persönlicher Mitarbeiter des Ersten Sekretärs der SED-Bezirksleitung Rostock Ernst Timm.
1978/79 studierte Kühl an der Akademie für Gesellschaftswissenschaften beim ZK der KPdSU in Moskau. Von 1979 bis 1983 war er Mitglied des Rats des Bezirks Rostock für Finanzen und Preise, von 1979 bis März 1990 Abgeordneter des Bezirkstags Rostock. Ab 1983 fungierte er als Erster Stellvertreter des Vorsitzenden, von 1986 bis Dezember 1989 dann als Vorsitzender des Rats des Bezirks Rostock. 
Im Februar 1990 trat Kühl aus der PDS aus. Zwischen 1990 und 1999 arbeitete er in einer Gesellschaft für Wirtschaftsprüfer, Steuerberater und Rechtsanwälte in Rostock, seitdem ist er Rentner.